# Liste de journaux au Japon
Voici une liste des journaux (quotidiens) japonais :

## Journaux nationaux
- Asahi Shinbun
- Mainichi Shinbun
- Yomiuri Shinbun
- Nihon Keizai Shinbun
- Sankei Shinbun
- Shinbun Akahata

## Journaux régionaux et locaux
- Akita Sakigake Shinpo
- Chiba Nippo
- Chugoku Shimbun
- Chunichi Shinbun
- Daily Tohoku
- Ehime Shinbun
- Fukushima Minpo
- Fukushima Minyu
- Hokkaidō Shinbun
- Fukui Shinbun
- Gifu Shinbun
- Hokkoku Shinbun
- Hokuriku Chunichi Shinbun
- Ibaraki Shinbun
- Ise Shinbun
- Iwate Nippo
- Jomo Shinbun
- Kahoku Shinpo
- Kanagawa Shimbun
- Kitanippon Shinbun
- Kochi Shinbun
- Kumamoto Nichinichi Shinbun
- Kobe Shinbun
- Kyoto Shimbun
- Miyazaki Nichinichi Shinbun
- Minaminippon Shinbun
- Nara Shinbun
- Nihonkai Shinbun
- Niigata Nippo
- Nishinippon Shinbun
- Nagasaki Shinbun
- Oita Godo Shinbun
- Okinawa Times
- Ōsaka Shinbun
- Ryūkyū Shimpō
- Saga Shinbun
- Saitama Shinbun
- Sanin Chuo Shinpo
- Sanyo Shinbun
- Shikoku Shinbun
- Shimotsuke Shinbun
- Shinano Mainichi Shinbun
- Shizuoka Shimbun
- Tokagowa Shogunite Review
- Tōkyō Shinbun
- Tokushima Shinbun
- Too Nippo
- Yamagata Shinbun
- Yamanashi Nichinichi Shinbun

## Presse sportive
- Nikkan Sports
- Sports Nippon
- Hochi Shinbun
- Sankei Sports
- Daily Sports
- Doshin Sports
- Tokyo Sports
- Tokyo Chunichi Sports
- Chunichi Sports
- Chukyo Sports
- Osaka Sports
- Nishinippon Sports
- Kyushu Sports

## Tabloïds
- Yukan Fuji
- Nikkan Gendai